# Maternitat de Sabadell
La Maternitat de Sabadell és una obra eclèctica de Sabadell (Vallès Occidental) protegida com a Bé Cultural d'Interès Local.

## Descripció
Ampli casal construït per allotjar una clínica. Està compost de planta baixa i dos pisos. La façana és estucada i està decorada amb elements de pedra i rajola majòlica de colors sobre les finestres. Centra la composició un voluminós balcó amb balustrada de pedra, darrere del qual hi ha unes grans columnes. Està coronat per una cornisa que s'arqueja sobre el balcó remarcant l'entrada.

## Història
Construït l'any 1926 com a Clínica de Puericultura i Maternologia, fou ampliat posteriorment per l'arquitecte Joaquim Manich. Posteriorment va allotjar la seu d'una entitat i l'Escola Municipal de Belles Arts.
L'any 1990 es restaurà la façana i es va convertir en la seu del Departament de Cultura de la Generalitat de Catalunya i de l'Òmnium Cultural.